# Mạnh Hùng Bùi
Mạnh Hùng Bùi (ur. 2 kwietnia 2000) – wietnamski zapaśnik walczący w stylu klasycznym. Triumfator igrzysk Azji Południowo-Wschodniej w 2021 i drugi w 2023. Pierwszy na mistrzostwach Azji Południowo-Wschodniej w 2022, 2023 i 2025 roku.